# Arturo Riccardi
Arturo Riccardi (Pavia, 30 ottobre 1878 – Roma, 26 dicembre 1966) è stato un ammiraglio italiano.
L'ammiraglio Arturo Riccardi è stato uno dei militari italiani più importanti della seconda guerra mondiale. Entrato nella Regia Marina alla fine del XIX secolo, partecipò alla campagna in Cina e alla prima guerra mondiale. Dopo aver ricoperto incarichi presso il Ministero della Marina, agli inizi degli anni Trenta, divenne ammiraglio e, nel 1938, arrivò a comandare la I squadra navale. All'entrata in guerra dell'Italia Riccardi, sbarcato da diversi mesi, non aveva più un incarico di primo piano. Nel dicembre del 1940 Mussolini decise però di nominarlo Sottosegretario di Stato e Capo di Stato Maggiore della Marina facendolo diventare il massimo responsabile della guerra navale italiana. Riccardi lasciò l'incarico di Capo di stato maggiore solo alla caduta di Mussolini, nel luglio 1943.

## Biografia

### Inizio della carriera
Figlio di Adolfo Riccardi e di Ifigenia Rasini Di Mortigliengo, nato a Pavia (benché altre fonti dichiarino Saluzzo), Riccardi entrò nell'Accademia Navale, diventando un promettente militare di carriera. Da Tenente di Vascello fu imbarcato sull'incrociatore corazzato Marco Polo. Quando questa unità era distaccata in Cina, l'8 settembre 1904, Riccardi contribuì a domare un incendio scoppiato nel deposito munizioni dell'incrociatore. Gli venne per questo conferita la Medaglia di Bronzo al Valore Militare.
Da Tenente di Vascello prestò servizio anche a bordo dell'incrociatore corazzato Amalfi. Durante la I guerra mondiale fu comandante in seconda della corazzata Sardegna. Successivamente, sempre come comandante in seconda, imbarcò sull'incrociatore Piemonte.

### Anni tra le due guerre
Riccardi fu Capo di Gabinetto del Ministero della Marina dal 6 febbraio 1925 al 13 maggio 1925. Nel 1925 si iscrisse al Partito Nazionale Fascista (federazione della Spezia). Dal 1926 al 1929 lavorò al Comitato Progetto Navi dove si occupò di materiale elettrico e nel corso del 1929 riuscì ad avviare la sperimentazione degli ecogoniometri.
Nel periodo 1934-35 assunse il comando della IV divisione navale imbarcando sull'incrociatore leggero Alberto Di Giussano.
Nel dicembre 1935 fu promosso ammiraglio di squadra, e dal 22 agosto 1935 al 2 aprile 1937 fu Direttore generale del personale e dei servizi militari al Ministero della marina, in concomitanza della guerra d'Etiopia ricoprì anche, dal 15 settembre 1935 al 31 agosto 1936, l'incarico di responsabile del Comando Difesa Traffico. Il 6 febbraio 1938 Riccardi imbarcò per diventare comandante della I Squadra navale. Aveva questo comando quando, il 5 maggio 1938, nelle acque di Napoli, si tenne la cosiddetta Rivista H in onore di Hitler. L'intera flotta italiana defilò dinanzi al dittatore tedesco e a Mussolini.
Successivamente, nel giugno 1938, si recò in visita con la sua nave ammiraglia, la corazzata Cavour a Malta. In questa occasione ebbe modo di conoscere l'ammiraglio Andrew Cunningham suo futuro avversario. Altro importante incarico avuto da Riccardi come comandante della I squadra navale fu quello di garantire l'appoggio navale all'invasione dell'Albania avvenuta il 7 aprile 1939. Nel frattempo Riccardi quello stesso anno, su proposta del Ministero della Marina, era stato nominato Senatore del Regno.

Taranto - 21 giugno 1942 - L'Ammiraglio Riccardi, fra il segretario del partito fascista Vidussoni e l'Ammiraglio Iachino (dietro Mussolini), passa in rassegna le rappresentanze degli equipaggi delle navi che hanno partecipato all'operazione del Mediterraneo orientale il 13-14-15 giugno 1942.

### Seconda guerra mondiale
La nomina a senatore, lo sbarco e un nuovo incarico ministeriale sembravano il preludio al pensionamento al termine di una brillante carriera. Lo scoppio della seconda guerra mondiale, ma soprattutto gli insuccessi dei primi sei mesi di guerra, convinsero Mussolini, l'8 dicembre 1940, a scegliere Riccardi come nuovo Sottosegretario di Stato e Capo di Stato Maggiore della Marina in sostituzione dell'ammiraglio Domenico Cavagnari. L'avvicendamento venne deciso da Mussolini in un particolare momento, e cioè, dopo il riuscito attacco aereo notturno britannico alla base navale italiana di Taranto (11 novembre 1940) e poi anche a causa degli insuccessi militari italiani in Grecia e in Africa Settentrionale, che fecero tramontare definitivamente l'ipotesi strategica della cosiddetta guerra parallela. Anche la Marina era estremamente provata dai primi sei mesi di guerra e non era passato neanche un mese dalla cosiddetta “Notte di Taranto”.
Il compito di Riccardi si presentò subito quindi come molto difficile. Doveva impostare una strategia adeguata alla guerra che si era presentata in maniera molto differente a come era stata immaginata nel corso degli anni trenta. Compito prioritario della Regia Marina sarebbe stato quello di garantire i rifornimenti alla Libia. Problema non indifferente ma di difficile soluzione era quello dell'adeguamento dei mezzi alla nuova realtà operativa. Da un certo punto di vista Riccardi era proprio la persona giusta per attuare questo nuovo indirizzo operativo. La sua esperienza nel campo delle unità di scorta, maturata durante la prima guerra mondiale, e nel campo dei mezzi antisommergibili lo portarono ad elaborare un programma di costruzioni di guerra incentrato in prevalenza sulle unità di scorta. Da questo programma scaturì poi la costruzione delle corvette della Classe Gabbiano e delle VAS.
Se sul piano della strategia complessiva Riccardi portò la sua visione legata alla difesa del traffico, sul piano dell'andamento delle operazioni la Regia Marina proseguì invece nella sua tattica attendista.
Nel dicembre 1940, in concomitanza alla nomina di Riccardi a Capo di Stato maggiore, l'ammiraglio Angelo Iachino era diventato il nuovo comandante della flotta. Il destino dei due ammiragli si intrecciò per trenta mesi di guerra navale con alterne fortune e con situazioni per certi versi discutibili. Il 9 febbraio 1941 la Forza H bombardò Genova. In quella occasione l'apparato militare italiano, e in particolare quello della Marina, palesarono così tante inadeguatezze da far richiedere spiegazioni allo stesso Mussolini e al generale Cavallero. Riccardi preferì non approfondire la causa di tutte le manchevolezze e, nel rapporto ufficiale, giustificò il mancato scontro con la flotta inglese adducendo come cause il maltempo e la sfortuna. Questa mancanza di analisi volta a correggere gli errori sarebbe stata pagata a breve assai cara.
Il 13 febbraio 1941 Riccardi, incontrò a Merano il suo omologo della Marina Tedesca, Grande Ammiraglio Erich Raeder. Accompagnavano Riccardi gli ammiragli Emilio Brenta, Raffaele De Courten e Carlo Giartosio. Questo incontro, noto come "Convegno di Merano", aveva lo scopo di concordare una strategia comune fra le due marine sino ad allora praticamente inesistente. Riccardi rappresentò al collega tedesco le debolezze della Marina italiana, debolezze che, a suo dire, impedivano l'adozione di una strategia più offensiva. Raeder e i suoi collaboratori obiettarono che la Marina italiana avrebbe dovuto avere un ruolo più attivo soprattutto nel Mediterraneo Orientale per contrastare il flusso di rifornimenti inglesi verso la Grecia.
Le insistenti richieste tedesche indussero Riccardi e i suoi collaboratori, una volta tornati a Roma, a studiare un'operazione offensiva nel Mediterraneo Orientale da compiersi durante il successivo mese di marzo. Venne così pianificata l'operazione Gaudo che, attuata a partire dal 26 di marzo, portò al disastro di Capo Matapan. Anche in questa occasione l'atteggiamento di Riccardi fu assai discutibile. Egli preferì coprire le responsabilità del comandante della squadra Iachino che, a detta di diversi critici, avrebbe dovuto essere sbarcato. Molto probabilmente Riccardi scagionò Iachino per evitare che questi, a suo volta, lo coinvolgesse nelle responsabilità per il fallimento dell'operazione. In effetti Riccardi aveva la responsabilità strategica di non aver fermato l'operazione quando la squadra italiana, in rotta verso il Mediterraneo orientale, era stata scoperta dagli inglesi.
In ogni caso questa operazione segnò la fine di ogni velleità offensiva della Marina italiana nel secondo conflitto mondiale. Da allora i compiti di scorta e di protezione del traffico assorbirono le forze navali che furono impegnate con parsimonia e solo sotto una massiccia copertura aerea. Divenne Ammiraglio d'armata il 28 ottobre 1942. 
Quando sin dall'aprile 1943 era quasi certo presso gli stati maggiori italiani che la Sicilia di lì a poco sarebbe stata invasa dalle armate ango-americane, il 2 maggio 1943 in occasione di una riunione degli Stati Maggiori convocata a Roma dal generale Vittorio Ambrosio, l'ammiraglio Riccardi, per paura di perderle, escluse l'intervento delle navi da battaglia italiane a difesa del suolo patrio in caso di sbarco alleato in Sicilia.
L'ammiraglio Riccardi fu costretto a lasciare il suo incarico dopo la caduta di Benito Mussolini il 25 luglio 1943. Il suo successore fu l'ammiraglio Raffaele De Courten.
Morì a Roma nel 1966.

## Promozioni
Guardiamarina (6/8/1897), Sottotenente di Vascello (), Tenente di Vascello (), Capitano di Corvetta (), Capitano di Fregata (), Capitano di Vascello (), Contrammiraglio (03/1931), Ammiraglio di Divisione (08/09/1932), Ammiraglio di Squadra (22/12/1935), Ammiraglio di Squadra designato d'Armata (15/11/1939),
Ammiraglio d'Armata (28/10/1942).